# 클리커 (비디오 게임)
클리커(Clickr)는 엔트리브 소프트의 퍼즐팀이 개발한 차세대 퍼즐액션 게임이다.

## 게임 모드
클리커는 퍼즐 모드, 배틀 모드, 푸시 모드, IQ 모드 그리고 스팀을 통한 멀티 플레이 모드로 구성되어 있다.